# لمینگ (بازی ویدئویی)
«لمینگ» (انگلیسی: Lemmings (video game)) یک بازی ویدئویی در سبک معمایی است که توسط سایگنوسیس (بخش لیورپول سرگرمی های سونی) و در سال ۱۹۹۱ و برای پلت‌فرم‌های اسپکتروم، ۳دی‌او، پلی‌استیشن ۲، پلی‌استیشن ۳، مایکروسافت ویندوز، داس، آمیگا، سیستم سرگرمی نینتندو، آتاری اس‌تی، کمودور ۶۴، فیلیپس سی‌دی-آی، سوپر نینتندو، اپل ۲، آمستراد سی پی سی، سگا مگا درایو، توربوگراف‌اکس-۱۶ و Acorn Archimedes منتشر شده‌است.